# Hilary Duff: The Concert – The Girl Can Rock
The Girl Can Rock é o segundo DVD da cantora e atriz americana Hilary Duff e foi lançado em 2004.
No concerto, intitulado The Girl Can Rock, pertencente a Metamorphosis Tour, inclui treze músicas:
- Girl Can Rock
- Little Voice
- Come Clean
- So Yesterday
- Anywhere But Here
- Metamorphosis
- Sweet Sixteen
- Wher Did I Go Right?
- Love Just Is
- Why Not
- The Math
- Workin' It Out
- Party Up

Nos extras do DVD:
Behind the Scenes
- Hilary's New Album
- The Tour
- The Come Clean Video

Videoclipes
- Come Clean
- So Yesterday Live

Interviews & Featurettes
- Hilary On Air with Ryan Seacrest
- Hilary Hangs Ten
- Photo Gallery
- And More!

O CD
- Why Not (MCMix) 2:47
- So Yesterday (Radio Edit Remix) 3:31
- Come Clean (Cut to the Chase Club Mix) 3:08
- Party Up (Dance Remix Rob Chiarelli) 2:47
- Anywhere but Here (Live Version from WB) 3:32
- Metamorphosis (Album Version) 3:12
- Come Clean (Joe Bermudez & Josh Harris Main) 3:35
- So Yesterday (Joe Bermudez Mix Show Mix) 4:29
- Come Clean (Flood Remix Flood) 3:40

## Certificações
| País (Empresa)        | Certificação |
| --------------------- | ------------ |
| Canadá (Music Canada) | 5× Platina   |